# Eleonora Ludwika Motylowska

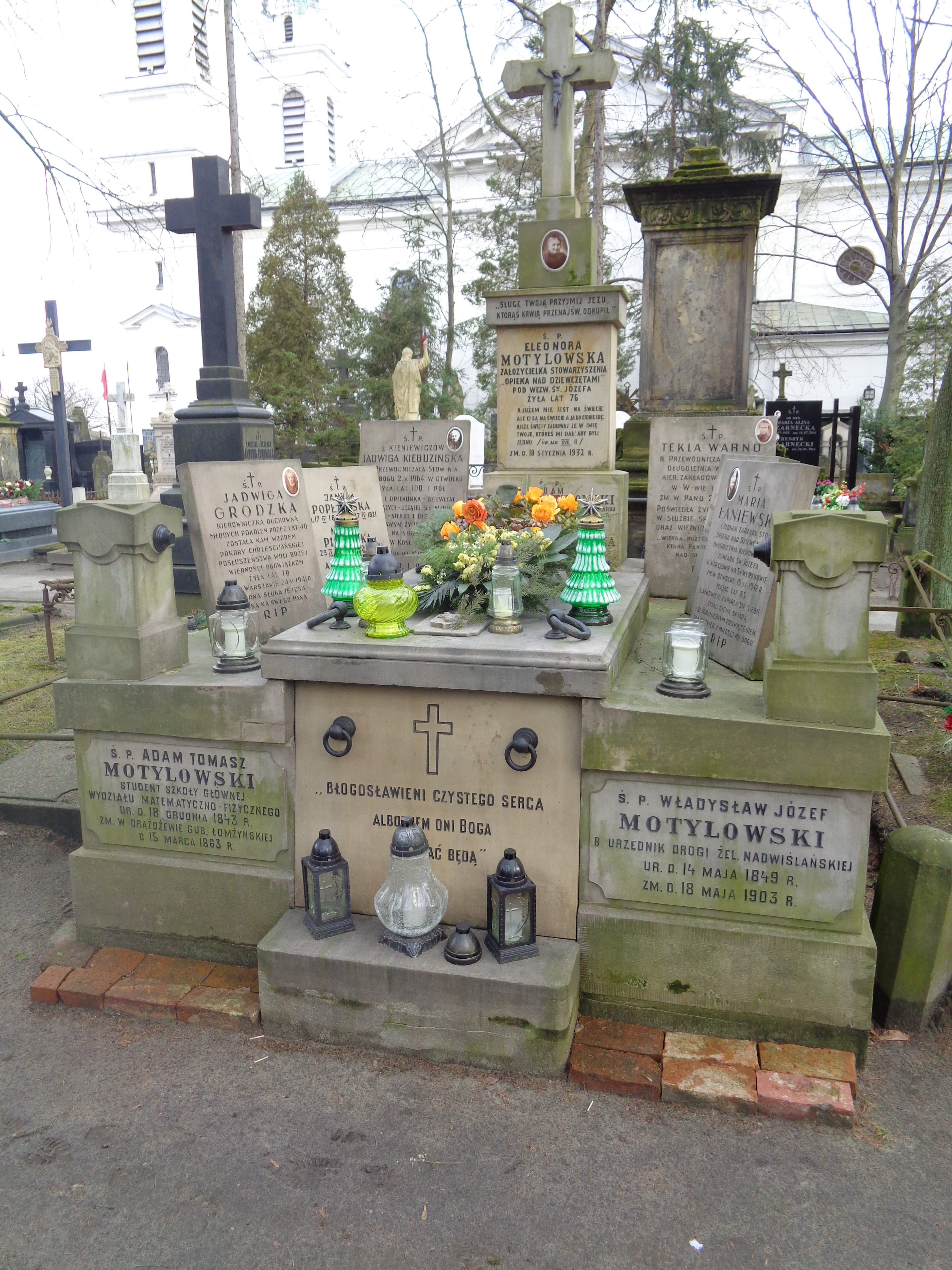
Grób Eleonory Motylowskiej na cmentarzu Powązkowskim

Eleonora Ludwika Motylowska (imię zakonne: Maria Honorata; ur. 21 lutego 1856 w Warszawie, zm. 18 stycznia 1932 tamże) – organizatorka duszpasterstwa służących, współzałożycielka Zgromadzenia Sług Jezusa.

## Życiorys
Eleonora Motylowska, córka Izabeli Liwowskiej i Adama Motylowskiego – urzędnika pochodzącego ze szlachty herbu Pomian, urodziła się po śmierci ojca. Z trzech starszych braci, jeden zginął w Powstaniu Styczniowym w 1863 roku. Dwaj pozostali bracia, poprzez nadużywanie alkoholu oraz hazard doprowadzili do upadku majątek rodzinny. Z powodu problemów rodzinnych, Eleonora przez wiele lat czekała z decyzją podjęcia życia zakonnego.
W 1874 roku w Zakroczymiu, po spowiedzi u kapucyna Honorata Koźmińskiego chciała poświęcić swe życie Bogu, lecz wstrzymała się z tą decyzją po rozmowie ze swoim stałym spowiednikiem – ks. Władysławem Siewierskim (1839 - 1922), który zlecił jej dalszą troskę o matkę i braci.
Po 10 latach, Eleonora ponownie spotkała się z o. Honoratem, który tym razem zachęcał ją do podjęcia samodzielnego wyboru. Pragnęła wybrać klauzurę, lecz pod wpływem rozmowy z o.Koźmińskim i Elżbietą Stummer (felicjanka, organizatorka zgromadzeń honorackich) zrezygnowała z niej na rzecz pracy apostolskiej i wychowawczej wśród dziewcząt, ogarniając swą opieką służące, najczęściej pochodzące ze wsi i nieumiejące czytać młode kobiety.
8 grudnia 1884 roku, Eleonora została przyjęta do postulatu w "Przytulisku" w Warszawie przez Kazimierę Gruszczyńską –założycielkę Zgromadzenia Sióstr Franciszkanek od Cierpiących. Nowicjat rozpoczęła 25 marca 1885 roku a śluby roczne złożyła 25 marca 1886.
W 1885 roku założyła pierwszy dom Zgromadzenia Sług Jezusa i z polecenia o.Honorata pełniła rolę przełożonej. Wraz z siostrami prowadziła formację służących oraz dbała o ich pogłębione życie religijne. Poznała także zasady kupna i sprzedaży nieruchomości. Punkty usługowe: krawieckie, pralnie, magiel, pełniły rolę miejsc zarobkowych i spotkań dla służących. Eleonora zakładała także stołówki, hoteliki dla chorych i starszych służących, kasy oszczędnościowe, biblioteki i świetlice; organizowała również kursy krawieckie i gospodarcze. W ciągu pięciu lat powstały nowe domy Zgromadzenia w: Płocku, Włocławku, Lublinie, Mławie oraz Żytomierzu.
8 października 1893 roku, Eleonora złożyła śluby wieczyste w Nowym Mieście nad Pilicą. Kierowała zgromadzeniem przez 48 lat.
18 stycznia 1932 Eleonora Motylowska zmarła i została pochowana w rodzinnym grobowcu na cmentarzu Powązkowskim w Warszawie (kwatera 13-2-13/14).

## Źródła internetowe
- http://slugi.pl/pl/me/
- http://godecka.blogspot.com/2014/12/listy-do-m-anieli-14.html